# تپه قواخ
تپه قواخ مربوط به دوره اشکانیان - دوره ساسانیان و اوایل دوران‌های تاریخی پس از اسلام است و در شهرستان میانه، بخش مرکزی، دهستان اوچ تپه شرقی، ۱ کیلومتری شرق روستای قهرمانلو واقع شده و این اثر در تاریخ ۲۷ آبان ۱۳۸۶ با شمارهٔ ثبت ۲۰۲۱۲ به‌عنوان یکی از آثار ملی ایران به ثبت رسیده است.